# 內克城 (密蘇里州)
內克城（英語：Neck City）是位於美國密蘇里州賈斯珀縣的城市。

## 人口
根據2020年美國人口普查的數據，內克城的面積為1.02平方千米，皆為陸地。當地共有人口228人，而人口密度為每平方千米224人。